# Gene Wiki
Ne doit pas être confondu avec Geneawiki.

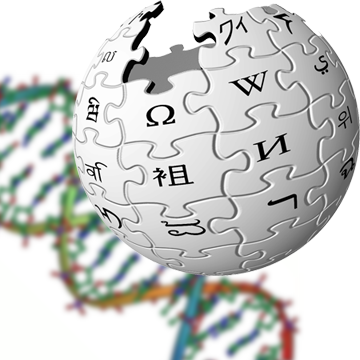
logo Gene Wiki

Gene Wiki est un projet de Wikipédia en anglais qui vise à décrire les relations et les fonctions de tous les gènes humains. Il a été créé pour transférer des informations à partir de ressources scientifiques vers les articles de Wikipédia,,. Le projet Gene Wiki a également lancé la publication d'articles de synthèse sur des gènes spécifiques dans la revue Gene, ainsi que l'édition des pages spécifiques au gène dans Wikipedia.

## Objectifs et portée du projet

### Nombre d'articles
Le génome humain contient environ 20 000 à 25 000 gènes codant des protéines. Le but du projet Gene Wiki est de créer des articles  pour chaque gène humain notable, c'est-à-dire chaque gène dont la fonction a été assignée dans la littérature scientifique évaluée par des pairs. Environ la moitié des gènes humains ont une fonction assignée. Par conséquent, le nombre total d'articles concernés par le projet Gene Wiki devrait être de l'ordre de 10 000 à 15 000. À ce jour[Quand ?], environ 11 000 articles ont été créés ou enrichis. Une fois que les articles de base ont été établis, l'espoir et l'attente est que ceux-ci seront annotés et verront leur contenu augmenté par des éditeurs allant de l'expérience du public profane, aux étudiants, professionnels et universitaires. 

### Protéines codées par des gènes
La majorité des gènes codent des protéines, par conséquent la compréhension de la fonction d'un gène nécessite généralement la compréhension de la fonction de la protéine correspondante. En plus d'inclure des informations de base sur le gène, le projet comprend donc également des informations sur la protéine codée par le gène. Les informations sont d'abord importées dans Wikidata. En janvier 2016, au total, 59 721 gènes humains et 73 355 gènes de souris ont été importés du National Center for Biotechnology Information, le Centre américain pour les informations biotechnologiques, et 27 306 protéines humaines et 16 728 protéines de souris ont été importées du sous-ensemble Swissprot d'UniProt. À  partir de Wikidata, les infobox de Wikipédia sont ensuite éditées. De plus, « un terminal SPARQL et l'exportation de fonctionnalités vers plusieurs formats standard (JSON, XML) permettent aux scientifiques d'utiliser les données »[réf. souhaitée].

## Sources du projet
Les ébauches d'articles pour le projet Gene Wiki sont créées par un bot informatique et contiennent des liens vers les bases de données de gènes et de protéines suivantes :
- HUGO Gene Nomenclature Committee - nom générique officiel
- Entrez - base de données de gènes
- OMIM (Mendelian Inheritance in Man) - base de données répertoriant toutes les maladies connues avec une composante génétique
- Amigo - Gene Ontology
- HomoloGene - gènes homologues chez d'autres espèces
- SymAtlasRNA - motif d'expression génique dans les tissus[8]
- Protein Data Bank - structure 3D de la protéine codée par le gène
- UniProt (ressource protéique universelle) - un référentiel central de données sur les protéines